# Diecezja Tilarán-Liberia
Diecezja Tilarán-Liberia (łac. Dioecesis Tilaranensis-Liberiana) – diecezja Kościoła rzymskokatolickiego w Kostaryce. Należy do metropolii San José de Costa Rica. Została erygowana 18 grudnia 2010 roku na miejsce istniejącej od 1961 roku diecezji Tilarán.

## Ordynariusze
- Román Arrieta Villalobos (1961 - 1979)
- Héctor Morera Vega (1979 - 2002)
- Vittorino Girardi, M.C.C.I. (2002 - 2016)
- Manuel Eugenio Salazar Mora (od 2016)